# Jan Steen (festő)
Jan Havickszoon Steen (Leiden, c. 1626. — Leiden, 1679. február 3.) holland festő, az életképek mestere a holland festészet aranykorában.

## Életpályája
Leideni sörfőző családjában született. Volt alkalma festészeti tanulmányokat folytatni, Adriaen van Ostade tanítványa volt Haarlemben, majd Jan van Goyen volt a mestere Hágában. Polgári foglalkozása a sörfőzés volt, de miután a sörfőző üzem tönkrement, kocsmát nyitott, s a festés mellett csapszéket üzemeltetett, témáinak változatosságát illetően igen hasznos is volt neki ez a foglalatosság.
1649-ben nősült, Van Goyen Margit nevű leányát vette feleségül. Házasságukban az volt a különleges, hogy mindketten katolikusok voltak, ez nem volt gyakori a protestáns Hollandiában. A vallásosság azonban nem ihlette bibliai témák ábrázolására a festőt, ritkán festett vallásos témákat, s ha igen, akkor a vallási témákat is vidám életképszerű vonásokkal fűszerezte. Csaknem nyolcszáz művén keresztül a részeg duhajkodás, a kártya, a civakodás, a vidám ünnepi összejövetelek jelenetei szerepelnek, s mindezek jókedvvel, egészséges humorral, akár a korban divatos pikareszk regények.
Szakácsnőit, csavargóit, kocsmatündéreit, népes és mozgalmas jeleneteit bonyolult szerkezetekbe fogja össze, biztos vonalvezetéssel, nagy mesterségbeli tudással. A többi holland életképfestő közül Steen friss színezésével tűnt ki, mely a mélység és a ragyogás ábrázolása kapcsán múlja felül a többieket. Igen finoman is tudott ábrázolni, a Rembrandt utáni kor értelmében, pompás chiaroscuro-hatásokkal.

## Alkotásaiból
Az amszterdami Rijks Múzeumban:
- Szent Miklós ünnepe,
- Papagálykalitka,
- Beteg hölgy és az orvos,
- Tivornya után;

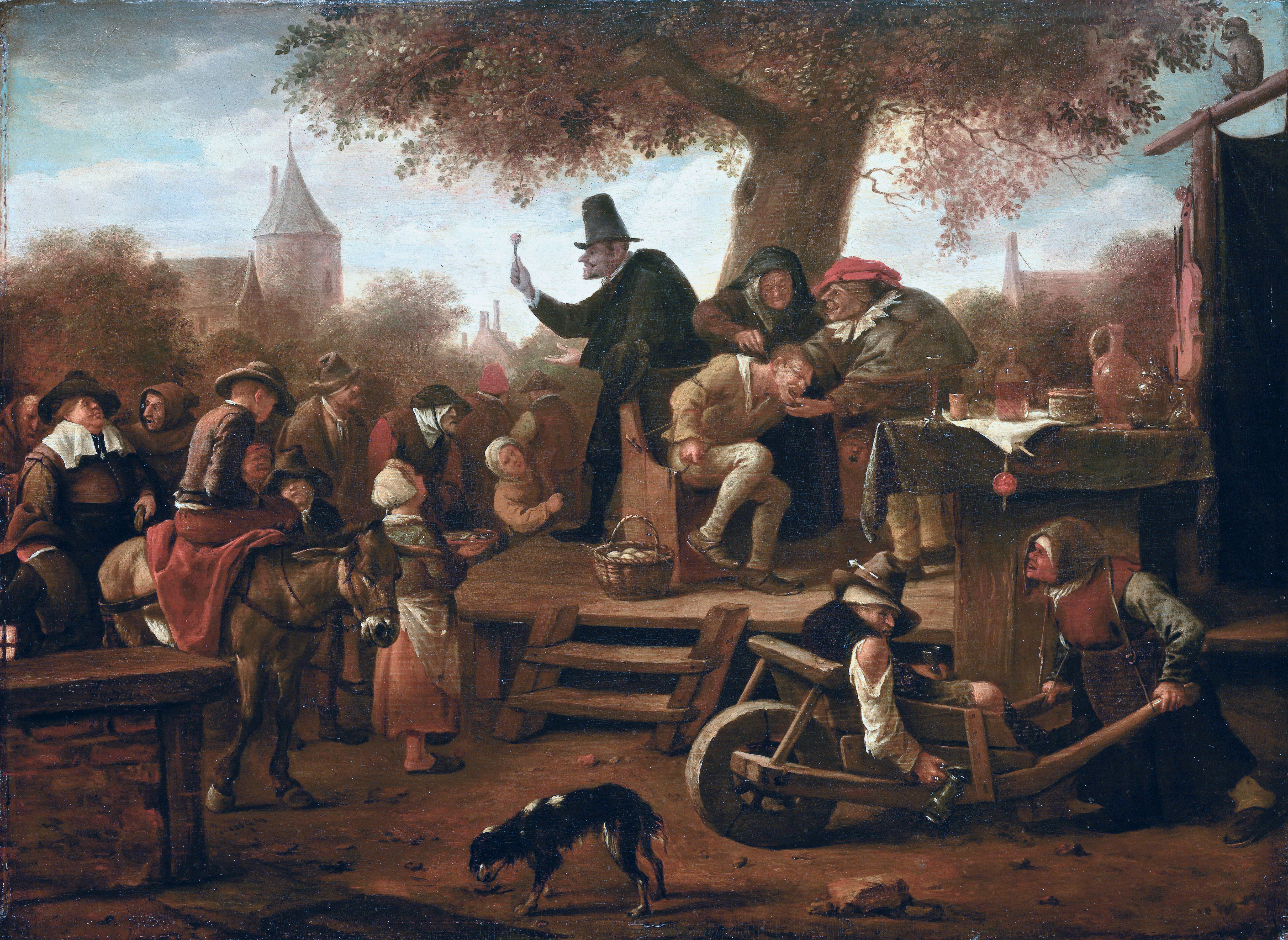
A kuruzsló

- Kocsmai mulatságon (Párizsban, Louvre);
- A konyha (Brüsszelben, Musée des Beaux Arts).

A budapesti Szépművészeti Múzeum is őriz tőle három képet:
- Macskacsalád,
- Hollandi kokott,
- Kocsmai jelenet.

## Galéria

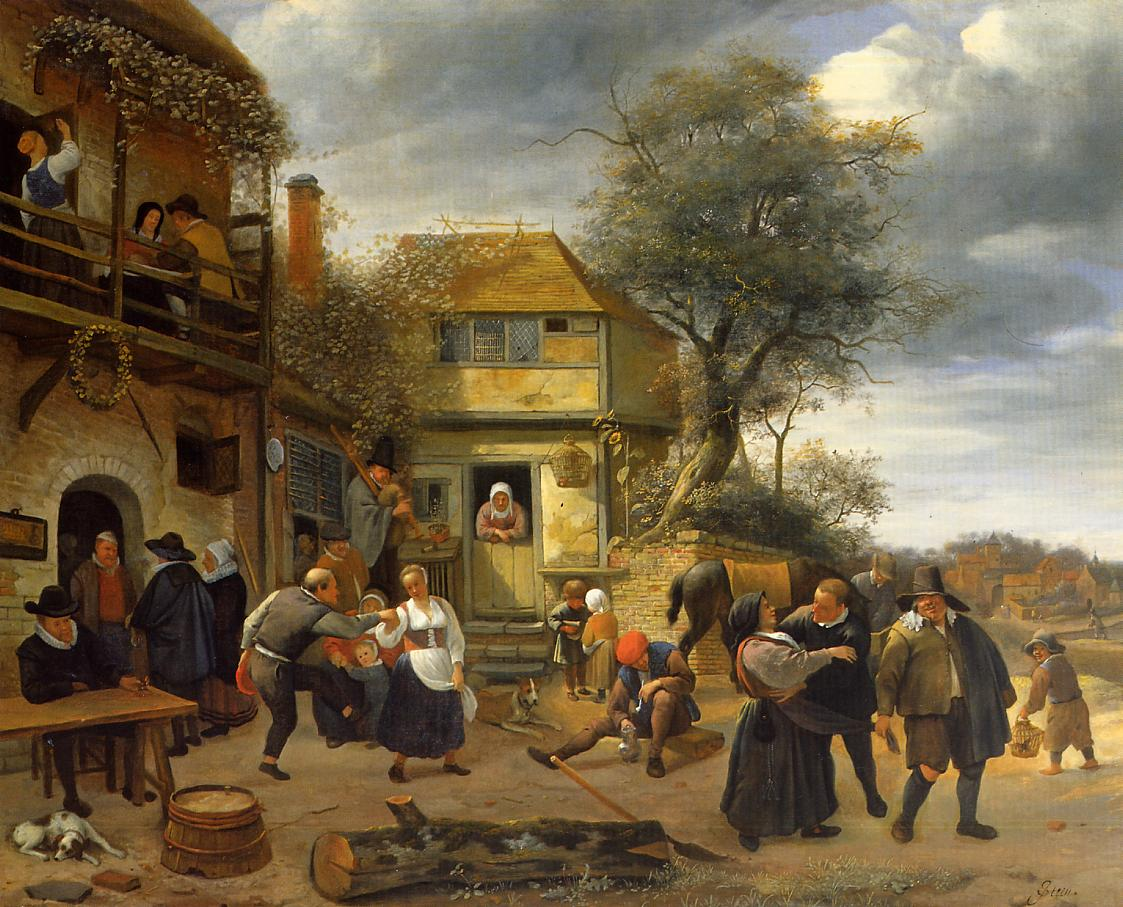
Parasztok egy vendéglő előtt (1653)
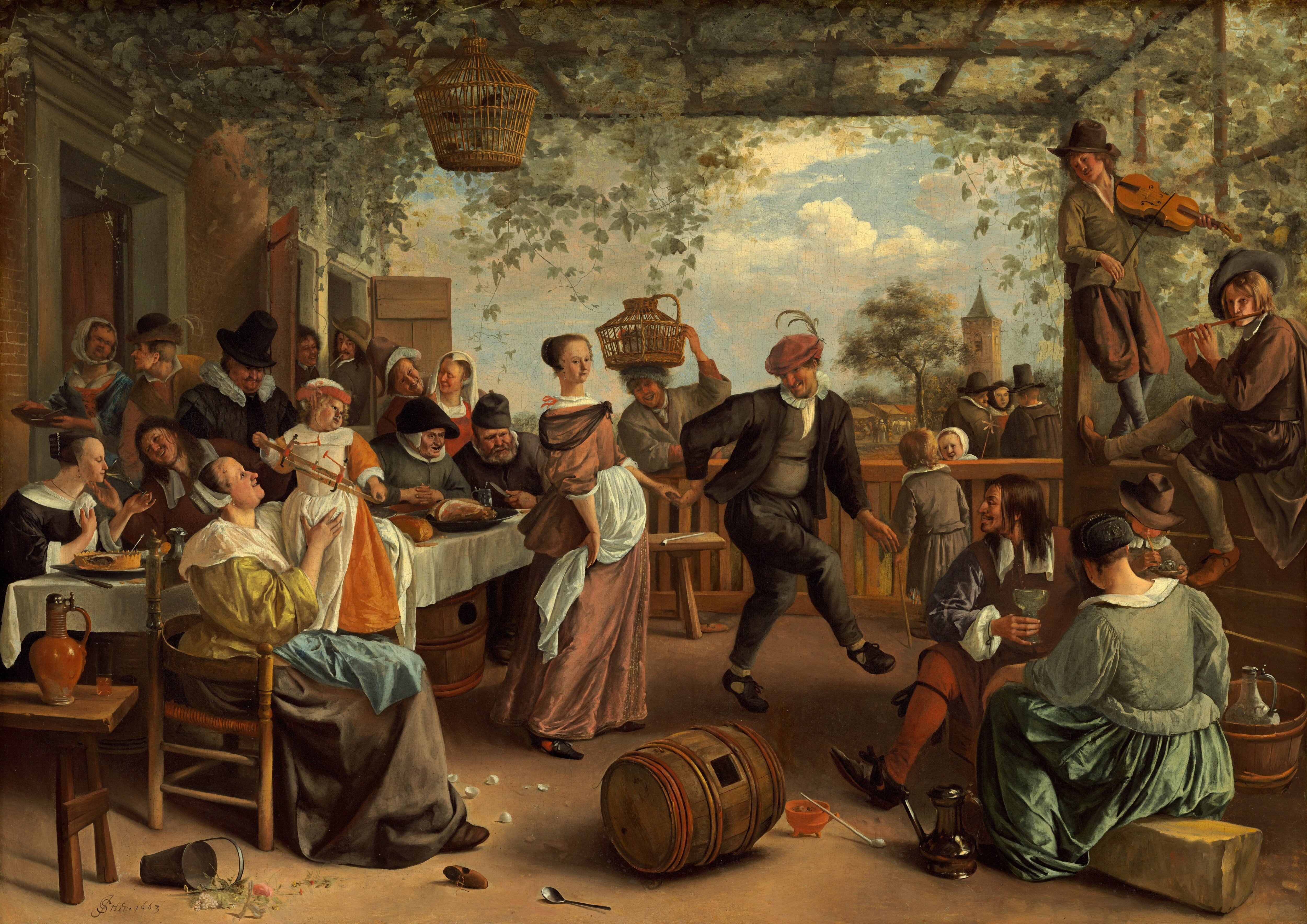
Páros tánc (1663)
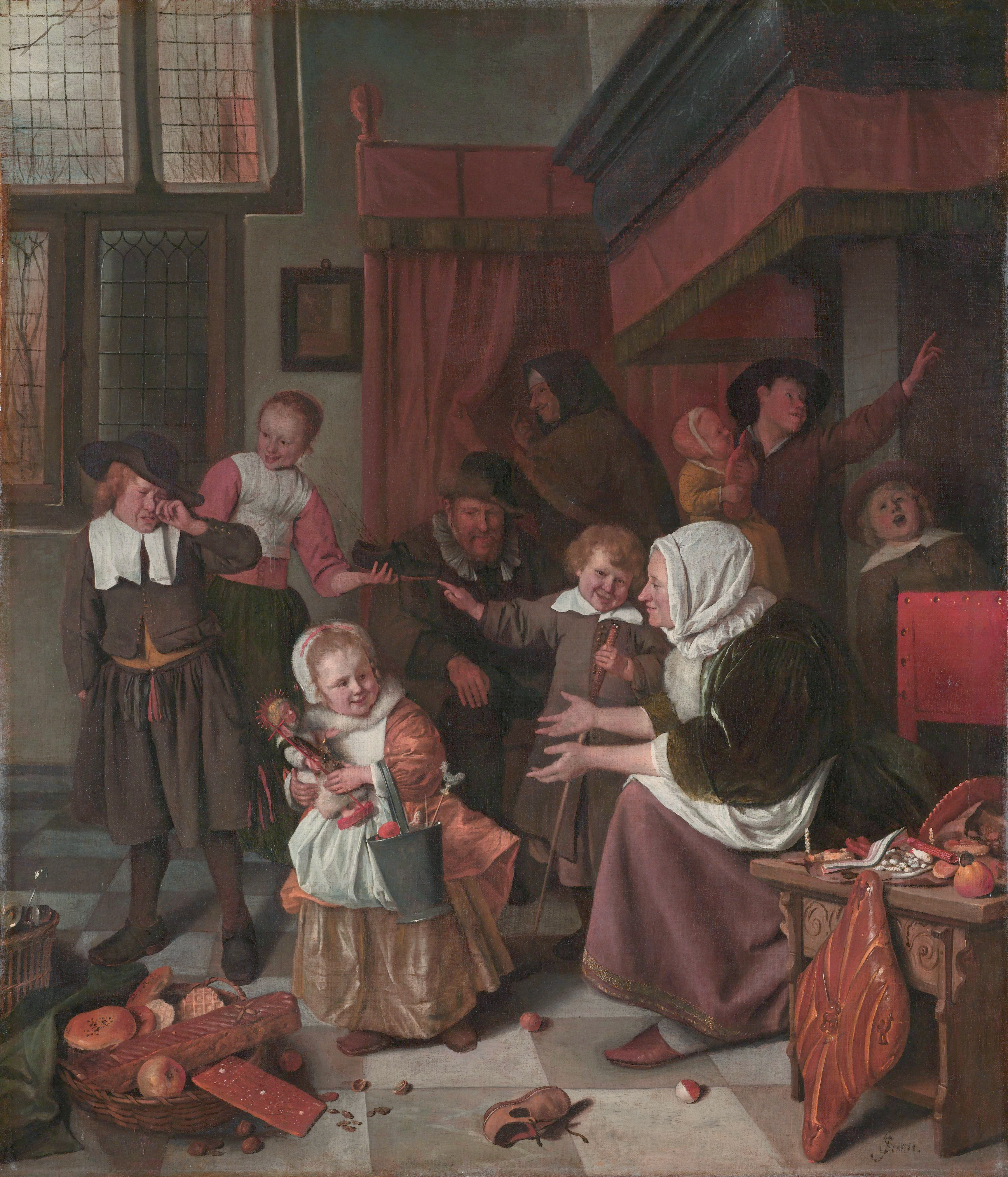
Szent Miklós ünnepe (Mikulás, 1663-65)
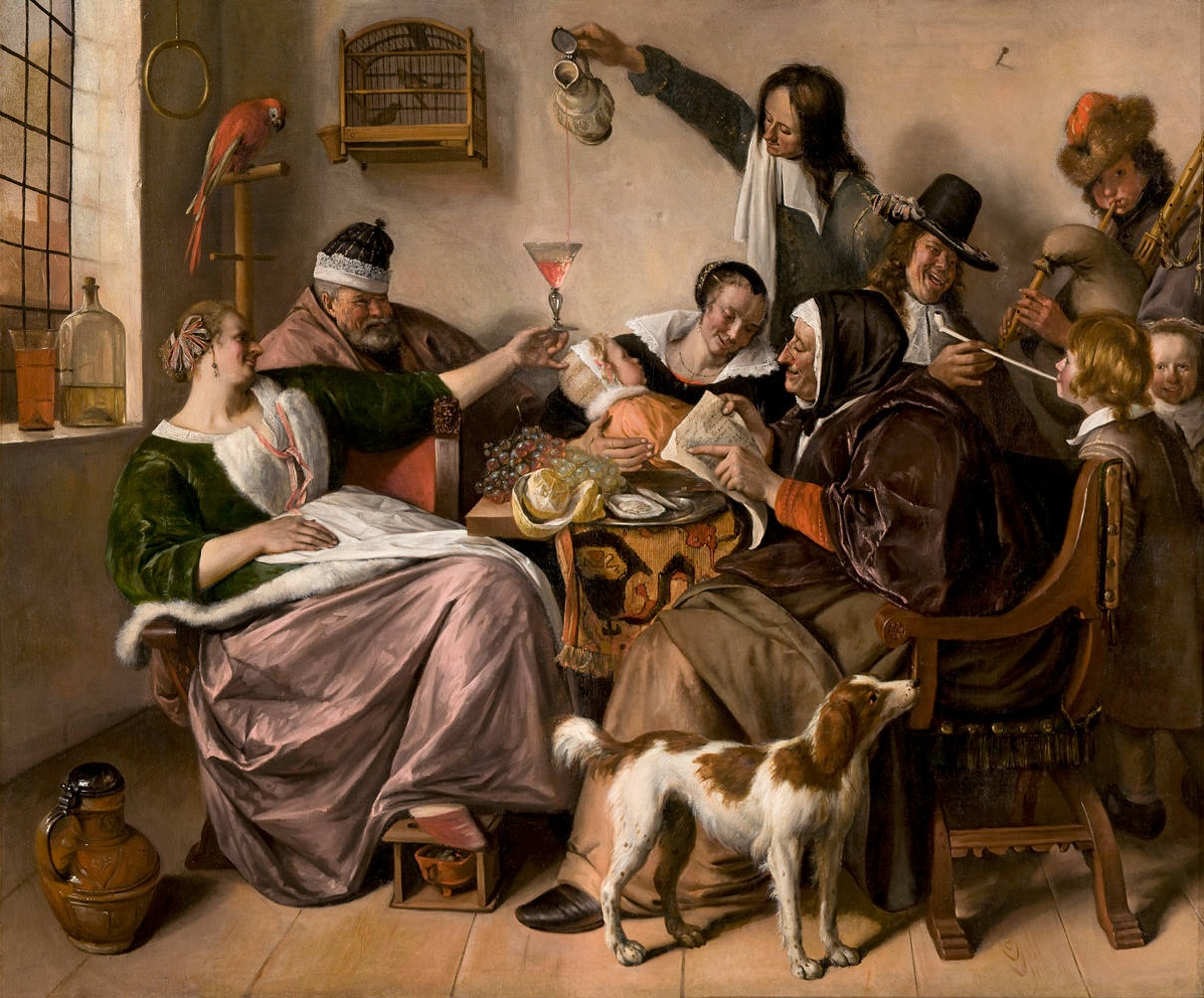
Úgy énekeljük, ahogyan halljuk (1665)
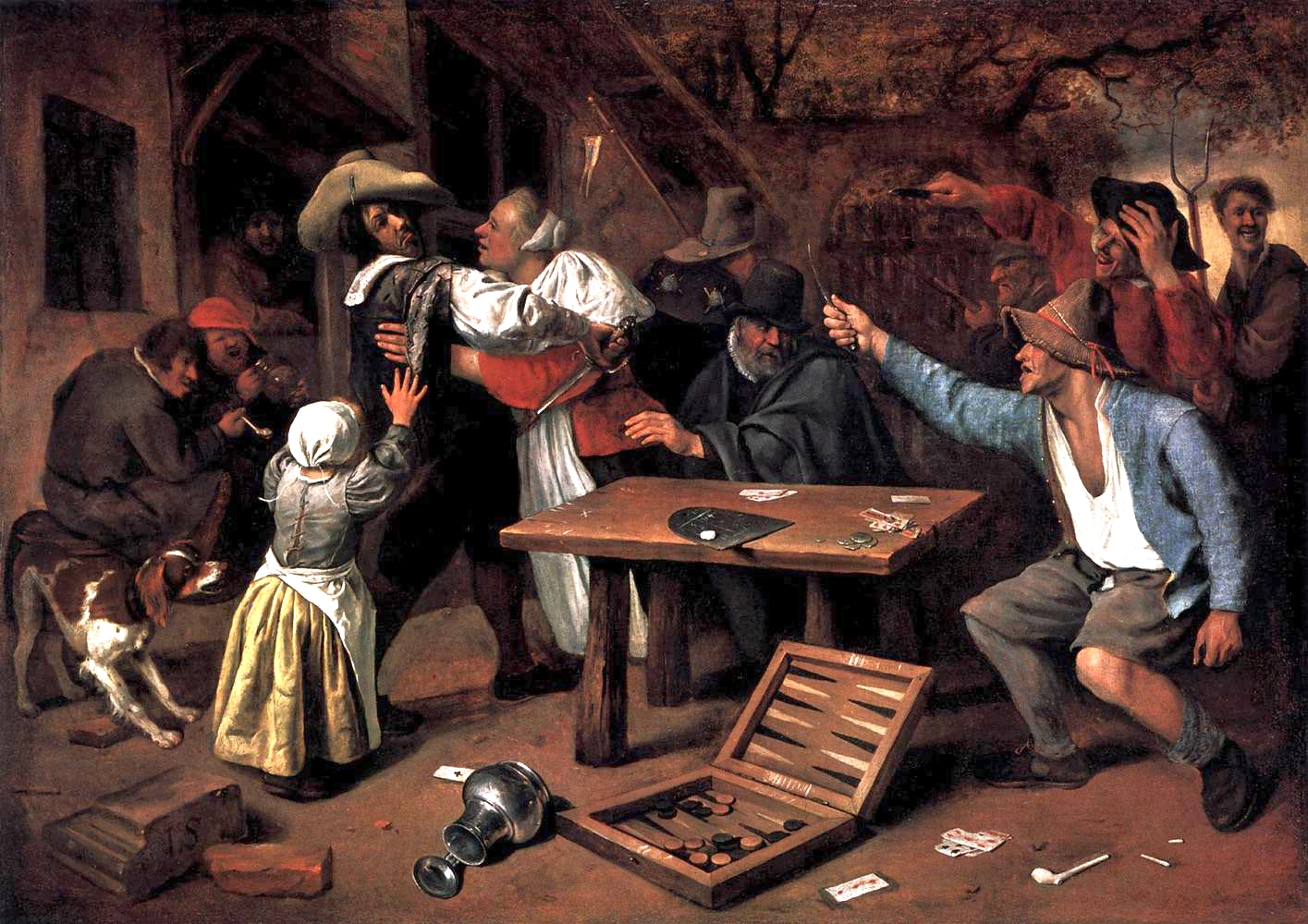
Kártyajáték
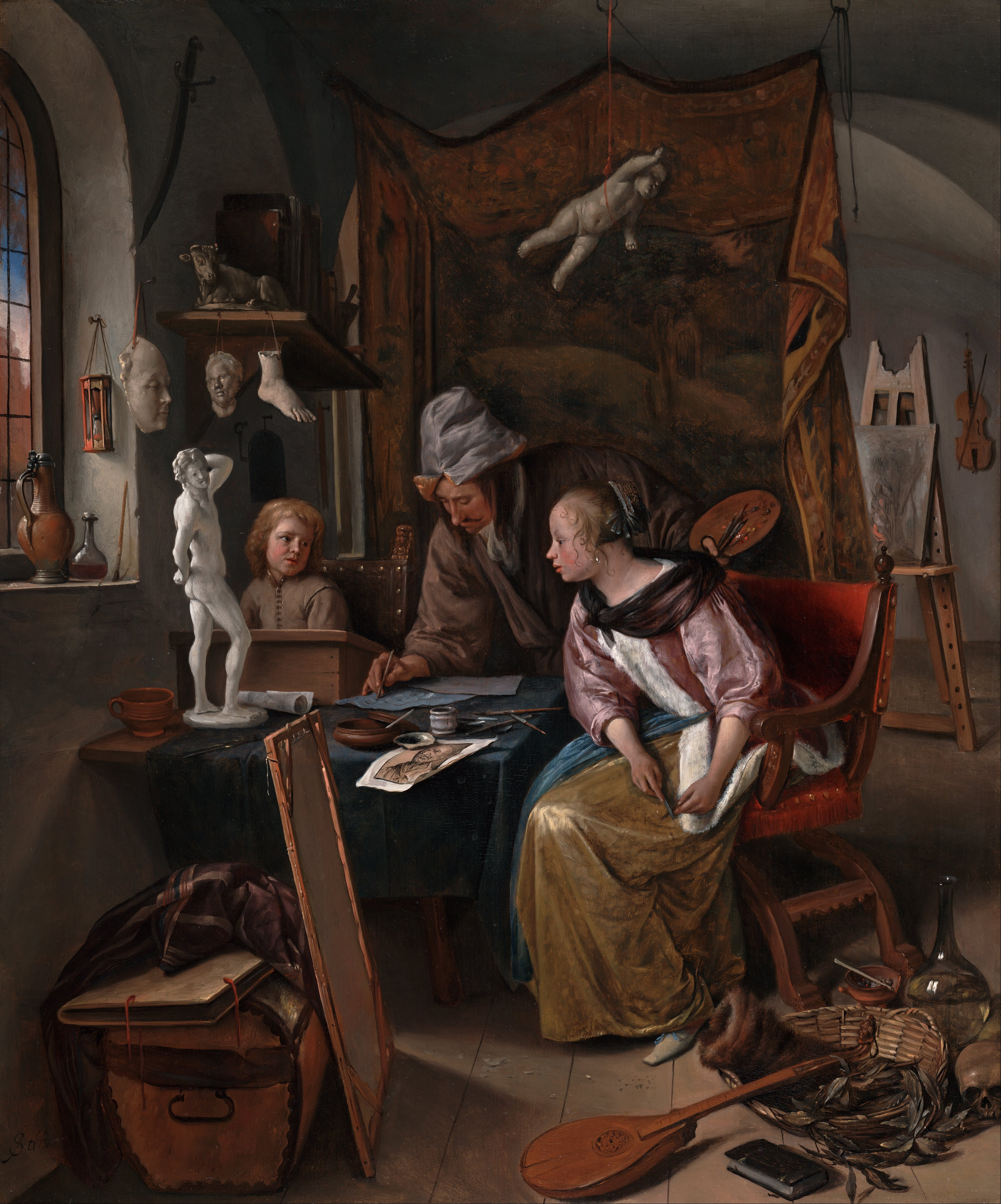
Rajzlecke